# David Peralta
Senger David Peralta Guerreiro (Valencia, 14 agosto 1987) è un giocatore di baseball venezuelano, esterno svincolato della Major League Baseball.

## Carriera

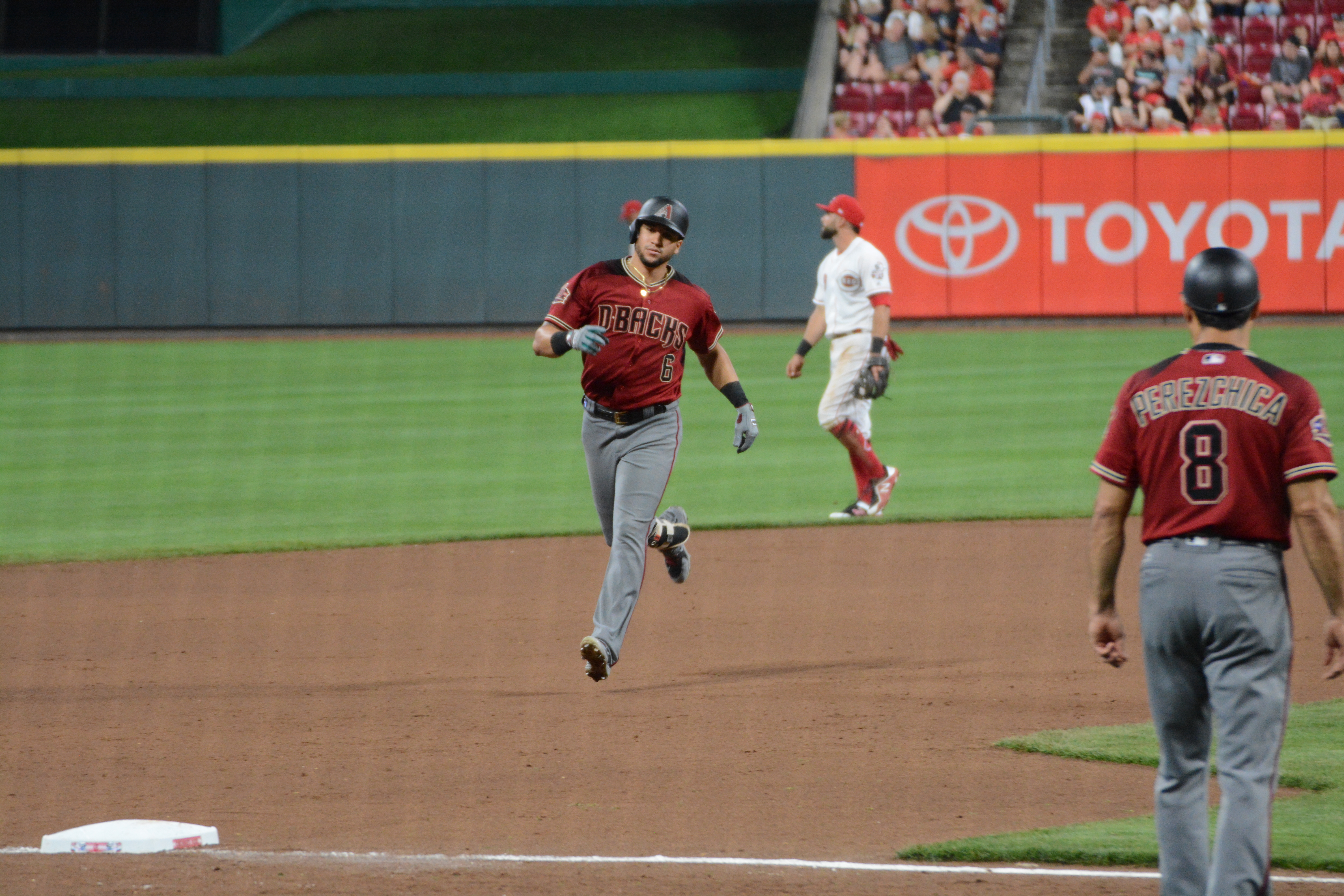
Peralta con i D-backs nel 2018

### Inizi e Minor League (MiLB)
Peralta iniziò la carriera nel ruolo di lanciatore con i St. Louis Cardinals, quando firmò con essi il 26 settembre 2004, ottenendo un bonus alla firma di 35.000 dollari. Partecipò alle stagioni 2006 e 2007 nella Appalachian League della classe Rookie. Nel maggio 2009, dopo aver subito numerosi infortuni e due interventi chirurgici alla spalla, i Cardinals svincolarono Peralta.
Dopo questo avvenimento, Peralta tornò in Venezuela e si allenò per diventare un giocatore di posizione.
Ritornò negli Stati Uniti nel 2011, giocando come esterno per i Rio Grande Valley WhiteWings della North American League, una lega indipendente che cessò di esistere l'anno successivo.
Il 13 ottobre 2011, come prima base, firmò con i Bravos de Margarita della Liga Venezolana de Béisbol Profesional, il campionato venezuelano.
Nel 2012 si trasferì ai Wichita Wingnuts dell'indipendente American Association e nel 2013 giocò per gli Amarillo Sox nella stessa lega.
Il 3 luglio 2013, riuscì a tornare nell'organizzazione della MLB, firmando un contratto con gli Arizona Diamondbacks e giocò durante la stagione nella classe A-avanzata.
Iniziò la stagione 2014 nella Doppia-A.

### Major League (MLB)
Peralta debuttò nella MLB il 1º giugno 2014, al Chase Field di Phoenix contro i Cincinnati Reds, battendo due valide nel suo secondo e terzo turno di battuta e subendo due strikeout nel primo e quarto turno. Concluse la stagione con 88 partite disputate nella MLB e 53 presenze nella Doppia-A.
Militò durante la stagione 2015 esclusivamente nella MLB, disputandovi 149 partite.
Nel 2016, Peralta saltò molte partite a causa di infortuni al polso destro e alla zona lombare, concludendo la stagione con 48 presenze nella MLB e 13 nella minor league.
Al termine della stagione regolare 2017, partecipò nel suo primo post stagione al Wild Card Game, in cui colpì tre valide su in cinque turni di battuta e segno due punti, e alle Division Series, in cui invece ottenne una valida su tredici turni di battuta disputati in tre partite.
Nel 2018 vinse il primo Silver Slugger Award e al termine della stagione 2019, venne premiato con il suo primo Guanto d'oro, come esterno sinistro, e con il premio di "Defensive Player of the Year".

## Palmares
- Guanto d'oro: 1

2019
- Silver Slugger Award: 1

2018
- Defensive Player of the Year: 1

2019